# Seleção Chilena de Handebol Masculino
A Seleção Chilena de Handebol Masculino, também conhecida como "La Roja" é a representante do Chile nas competições oficiais internacionais de Andebol. Para tal ela é regida pela Federação Chilena de Handebol, que por sua vez é filiada à Federação Internacional de Andebol.